# Anna Szałapak
Anna Małgorzata Szałapak (ur. 22 września 1952 w Krakowie, zm. 14 października 2017 tamże) – polska etnograf, etnolog, doktor nauk humanistycznych (2012), piosenkarka, wykonawczyni poezji śpiewanej, artystka Piwnicy pod Baranami.

## Życiorys
Urodziła się 22 września 1952 w Krakowie. Studiowała etnografię na Uniwersytecie Jagiellońskim. Tańczyła również w Zespole Pieśni i Tańca Uniwersytetu Jagiellońskiego „Słowianki”.
Od 1979 była artystką kabaretu „Piwnica pod Baranami”, gdzie po raz pierwszy zaprosił ją Andrzej Maj. Wykonywała tam utwory polskich poetów i kompozytorów: Agnieszki Osieckiej, Ewy Lipskiej, Czesława Miłosza, Zygmunta Koniecznego, Andrzeja Zaryckiego, Zbigniewa Preisnera, Jana Kantego Pawluśkiewicza. Przez Agnieszkę Osiecką nazwana „Białym Aniołem Piwnicy pod Baranami”.
W 1998 otrzymała nagrodę Programu Trzeciego Polskiego Radia Mateusz 97 m.in. za osiągnięcia artystyczne, oryginalną interpretację piosenek literackich oraz niepowtarzalny styl.
W sierpniu 2005 została laureatką nagrody Krakowska Książka Miesiąca za publikację Legendy i tajemnice Krakowa.
W 2012 na Wydziale Historycznym Uniwersytetu Jagiellońskiego obroniła pracę doktorską pt. Szopka krakowska jako zjawisko folkloru krakowskiego. Studium historyczno-etnograficzne (promotor prof. Czesław Robotycki), która ukazała się drukiem (wydawca Muzeum Historyczne Miasta Krakowa).
W 2016, w 60. rocznicę powstania kabaretu „Piwnica pod Baranami”, została odznaczona Krzyżem Kawalerskim Orderu Odrodzenia Polski za wybitne zasługi w działalności na rzecz polskiej kultury i osiągnięcia w pracy artystycznej.
Zmarła 14 października 2017 w Krakowie; została pochowana na cmentarzu Rakowickim.

## Dyskografia
- 1991: Anna Szałapak z „Piwnicy pod Baranami”[4]
- 1999: Koncert w Trójce[4]
- 2000: Żywa woda[4]
- 2004: Serca na rowerach[4]
- 2011: Koncert kolęd z Szopką Krakowską w tle[4]